# Falcarius
Falcarius foi um gênero de dinossauro de porte pequeno a mediano, com cerca de um metro de altura e quatro de comprimento. Apesar de ser um dinossauro terópode, ele era herbívoro, pois pertencia ao grupo dos terizinossauros (o único grupo de dinossauros terópodes não predadores). Ele viveu no início do período Cretáceo, na China.